# Thauron
Thauron is een gemeente in het Franse departement Creuse (regio Nouvelle-Aquitaine) en telt 189 inwoners (1999). De plaats maakt deel uit van het arrondissement Guéret.

## Geografie
De oppervlakte van Thauron bedraagt 21,1 km², de bevolkingsdichtheid is 9,0 inwoners per km².

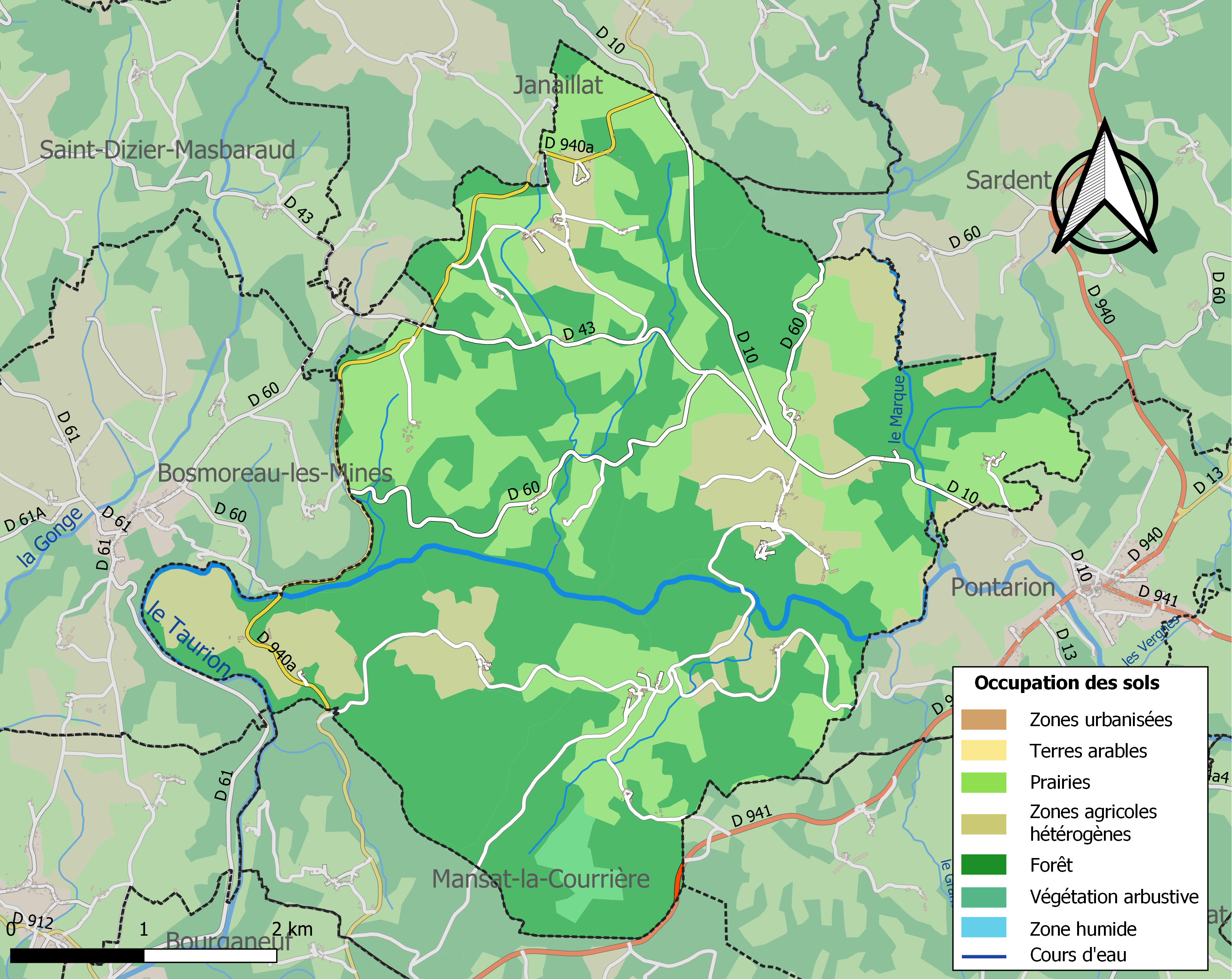
Kaart van de gemeente met de belangrijkste infrastructuur, bodemgebruik en omliggende gemeenten

## Demografie
In de tabel hiernaast het verloop van het inwonertal (bron: INSEE-tellingen).